# Da’an (Taichung)
Da’an (chinesisch 大安區, Pinyin Dà'ān Qū) ist ein Bezirk (區,  Qū) der Stadt Taichung auf Taiwan, Republik China.

## Lage
Da’an liegt im Nordwesten des Stadtgebiets von Taichung an der Küste Taiwans zur Formosastraße. Der Bezirk hat ungefähr die Form eines Rechtecks mit den Kantenlängen 4 × 7,5 km. Die nordöstliche Begrenzung wird dabei vom Fluss Da’an Xi (大安溪) gebildet, und die südwestliche vom Fluss Dajia Xi (大甲溪). Geologisch gehört Da’an zum Schwemmfächer der beiden Flüsse. Das Gelände ist insgesamt flach mit einer maximalen Höhe von 50 Metern über dem Meeresspiegel. Im Norden und Osten grenzt Da’an an den Bezirk Dajia und im Süden bzw. Südwesten an den Bezirk Qingshui. In Da’an herrscht ein feucht-warmes Monsunklima mit mittleren Temperaturen zwischen etwa 18 °C im Januar und 29 °C im Juli. Der Niederschlag konzentriert sich während des Monsuns in den Sommermonaten, vor allem im Juni und August. Im Juli gibt es durchschnittlich etwa 200 mm Niederschlag. Von Mai bis September weht überwiegend ein Südwestwind (Windgeschwindigkeit im Mittel 2,5 m/s) und im Oktober bis März ein Nordostwind (im Mittel 3,5 m/s, bis max. 12 m/s). Die Taifunsaison dauert von Juli bis September.

## Geschichte
Die ursprünglichen Bewohner der Gegend waren Austronesier aus der Ethnie der Taokas.
Die ersten Einwanderer vom chinesischen Festland (aus den Provinzen Fujian und Guangdong) trafen um 1701 im Gebiet von Da’an ein. Außerdem wanderten chinesische Siedler aus dem Gebiet von Lukang zu. Die Anfangsjahrzehnte waren nicht nur durch Konflikte und Interessengegensätze zwischen den Han und den Ureinwohnern, sondern auch zwischen den Hakka (überwiegend aus Guangdong) und den Hoklo (überwiegend aus Fujian) geprägt. Ein älterer Name von Da’an ist Losikang (螺絲港, Pe̍h-ōe-jī Lô-si-kán), wörtlich „Schrauben-Hafen“, was sich auf die spiralförmige Hafeneinfahrt bezog. Bis zum Ende der Herrschaftszeit Qianlongs, Ende des 18. Jahrhunderts entwickelte sich hier ein florierender Handelshafen und -platz. Die Bedeutung des Hafens ging jedoch durch mehrere Überschwemmungen des Da’an-Flusses und Dajia-Flusses während der Herrschaftszeit Daoguangs (1820 bis 1850) mit folgender Verlandung zurück.
Am 11. März 1842, während des Ersten Opiumkrieges, strandete die unter britischer Flagge segelnde Brig Ann an der Küste von Da’an. 55 Besatzungsmitglieder wurden durch die lokalen Autoritäten gefangen genommen. Berichte über ihre inhumane Behandlung (zwei starben im Gefängnis und 43 weitere wurden am 13. August 1842, kurz vor Kriegsende, öffentlich hingerichtet) lösten in Europa Empörung aus.
Administrativ gehörte das Gebiet von Da’an im Laufe seiner Geschichte zu verschiedenen übergeordneten Verwaltungseinheiten. Während der Herrschaft Zheng Chenggongs und seiner Nachfolger gehörte es zum Kreis Tianxing. Zur Zeit der Qing-Herrschaft über Taiwan (1683–1895) gehörte es zum Kreis Zhuluo und ab 1875 zum neu eingerichteten Kreis Hsinchu. Nach der Annexion Taiwans durch Japan im Jahr 1895 erfolgte eine Reihe von Verwaltungsreformen und ab 1920 war Da’an ein Dorf (庄,  Zhuāng) in der Präfektur Taichū. Nach der Übernahme Taiwans durch die Republik China 1945 wurde aus der Präfektur ein Landkreis (縣,  Xiàn) und aus dem Dorf eine Landgemeinde (鄉,  Xiāng). Der Verwaltungssitz der Landgemeinde lag im Dorf (heute Ortsteil) Zhongzhuang. Zum 25. Dezember 2010 wurde der Landkreis Taichung mit der Stadt Taichung fusioniert und Da’an erhielt den Status eines Stadtbezirks (區,  Qū).

## Bevölkerung
Im Februar 2021 lebten 71 Angehörige indigener Völker (ganz überwiegend Amis, Paiwan und Atayal) im Bezirk, entsprechend einem Bevölkerungsanteil von 0,4 %.
| Gliederung von Da’an |
|                      |

## Verwaltungsgliederung
Da’an ist in 12 Ortsteile (里, Li) unterteilt:
1 Ding’an (頂安里)

2 Yong’an (永安里)

3 Fuzhu (福住里)

4 Haiqi (海墘里)

5 Xi’an (西安里)

6 Songya (松雅里)

7 Guike (龜壳里)

8 Fuxing (福興里)

9 Zhongzhuang (中庄里)

10 Dong’an (東安里)

11 Nanzhuang (南庄里)

12 Nanpu (南埔里)

## Wirtschaft
Die wichtigsten landwirtschaftlichen Produkte sind Reis und Gemüse (Taro, Gemüsezwiebeln, Wassermelonen, Bittermelonen, Flaschenkürbisse, Zuckermelonen) gefolgt von der Viehzucht im Nebenerwerb, insbesondere der Schweinezucht. Etwa 2097 Hektar werden als Ackerland genutzt, wovon 1670 Hektar (ca. 80 %) auf Reisfelder entfallen. Von großer Bedeutung ist die Küstenfischerei, vor allem von Aalen, Makrelen (Scomberomorus guttatus), Tintenfischen und Garnelen. Größere Industrien gibt es nicht und es dominieren Kleingewerbe und Dienstleistungsbetriebe.

## Verkehr
Hauptverkehrsader ist die Provinzstraße 61, die in etwa 0,5 bis 1 km Entfernung parallel zur Küste entlangführt. Etwa in der Mitte des Bezirks führt die Stadtstraße 132 von der Küste in Richtung Landesinnere.

## Natur
Der Küstenbereich weist eine artenreiche Natur und Mangrovenvegetation auf, und in der Gezeitenzone können eine reichhaltige Vogelwelt und verschiedene Meerestiere (Krabben, Muscheln etc.) beobachtet werden.